# Liste der Stolpersteine in Hoppstädten-Weiersbach
Die Liste der Stolpersteine in Hoppstädten-Weiersbach enthält alle Stolpersteine, die im Rahmen des gleichnamigen Kunst-Projekts von Gunter Demnig in Hoppstädten-Weiersbach verlegt und gefunden wurden. Mit ihnen soll an Opfer des Nationalsozialismus erinnert werden, die in Hoppstädten-Weiersbach lebten und wirkten.

## Verlegte Stolpersteine
| Bild                                                                | Person, Inschrift | Adresse          | Verlegedatum  | Anmerkung |
| ------------------------------------------------------------------- | --- | ---------------- | ------------- | --------- |
| Stolperstein Hoppstädten-Weiersbach Hauptstraße 20 Elise Eppstein   | Hauptstraße 30 wohnte Elise Eppstein geb. Franken Jg. 1848 gedemütigt / entrechtet tot 25.6.1941                                                             | Hauptstraße 20 · | 15. Sep. 2022 |           |
| Stolperstein Hoppstädten-Weiersbach Hauptstraße 20 Ottilie Eppstein | Hauptstraße 30 wohnte Ottilie Eppstein verh. Katzenberg Jg. 1875 deportiert 1942 Theresienstadt ermordet in Treblinka                                        | Hauptstraße 20 · | 15. Sep. 2022 |           |
| Stolperstein Hoppstädten-Weiersbach Im Pferch 16 Alex Lewin         | Hier wohnte Landesrabbiner Dr. Alex Lewin Jg.1888 Schutzhaft 1933/1938 Dachau Flucht 1939 Frankreich interniert Drancy deportiert 1942 ermordet in Auschwitz | Im Pferch 16 ·   | 31. Okt. 2018 |           |
| Stolperstein Hoppstädten-Weiersbach Hohlengraben 4 Sigmund Stern    | Hier wohnte Sigmund Stern Jg.1883 deportiert 1942 Krasniczyn ermordet in Auschwitz                                                                           | Hohlengraben 4 · | 31. Okt. 2018 |           |
| Stolperstein Hoppstädten-Weiersbach Hohlengraben 4 Sophie Stern     | Hier wohnte Sophie Stern geb. Weil Jg.1886 deportiert 1942 Krasniczyn ermordet in Auschwitz                                                                  | Hohlengraben 4 · | 31. Okt. 2018 |           |
| Stolperstein Hoppstädten-Weiersbach Hohlengraben 4 Gerda Stern      | Hier wohnte Gerda Stern geb. Harris Jg.1909 Flucht 1935 Palästina                                                                                            | Hohlengraben 4 · | 31. Okt. 2018 |           |
| Stolperstein Hoppstädten-Weiersbach Hohlengraben 4 Julius Stern     | Hier wohnte Julius Stern Jg.1912 Flucht 1938 Palästina | Hohlengraben 4 · | 31. Okt. 2018 |           |
| Stolperstein Hoppstädten-Weiersbach Hohlengraben 4 Arnold Stern     | Hier wohnte Arnold Stern Jg.1921 Flucht 1938 Palästina | Hohlengraben 4 · | 31. Okt. 2018 |           |
| Stolperstein Hoppstädten-Weiersbach Hohlengraben 4 Liselotte Stern  | Hier wohnte Liselotte Stern Jg.1923 deportiert 1942 Krasniczyn ermordet in Auschwitz                                                                         | Hohlengraben 4 · | 31. Okt. 2018 |           |
| Stolperstein Hoppstädten-Weiersbach Hohlengraben 4 Magit Stern      | Hier wohnte Margit Stern Jg.1924 Flucht 1940 Palästina tot 25. 11. 1940 MS Patria vor Haifa                                                                  | Hohlengraben 4 · | 31. Okt. 2018 |           |